# Hubert Bost
Pour les articles homonymes, voir Bost.
Hubert Bost, né le 11 juillet 1957 à Paris, est un historien français, directeur d'études à l'École pratique des hautes études (EPHE), dont il est le président de 2013 à 2018. Il a été vice-président à la recherche et à la formation graduée de l'Université Paris Sciences et Lettres (PSL) de 2018 à 2020 et vice-président de l'Institut d'études avancées de Paris de 2018 à 2024.

## Biographie
Hubert Bost étudie la théologie protestante aux facultés de Bruxelles, Genève et Montpellier, et l'histoire à l'université de Montpellier. Il est pasteur de l'Église réformée de France (ERF) au temple protestant d'Orthez de 1980 à 1986, puis enseigne l'histoire à la Faculté de théologie protestante de Montpellier, successivement comme assistant de recherche, chargé de cours de 1986 à 1990, maître de conférences puis professeur de 1991 à 2003. Il soutient une thèse de doctorat intitulée Pierre Bayle et la question religieuse dans les Nouvelles de la République des Lettres (1684-1687), à l'université Paul-Valéry-Montpellier (1991) et un dossier d'habilitation à diriger des recherches en théologie, présenté à la Faculté de théologie protestante de Strasbourg en 1996, sur le croisement entre les discours de la théologie et de l'histoire. Il est doyen de la Faculté de théologie de Montpellier de 1994 à 1997 et directeur du Centre d'études du XVIIIe siècle (UMR 5050) à l'université Paul-Valéry Montpellier III (1999-2002).
Il est élu directeur d'études à l'École pratique des hautes études (section des sciences religieuses), titulaire de la chaire « Protestantismes et culture dans l'Europe moderne, XVIe – XVIIIe siècles », et devient membre du Laboratoire d'études sur les monothéismes (UMR 8584).
Il est doyen de la section des sciences religieuses de l'École pratique des hautes études de 2010 à 2013, établissement dont il prend la présidence en novembre 2013. De 2018 à 2020, il est vice-président Recherche et formation graduée de l'Université Paris Sciences et Lettres. Depuis 2016, il est rédacteur en chef de la Revue d'histoire du protestantisme.

## Thèmes de recherche
Il a consacré une  partie importante de ses travaux à la vie et à la pensée du philosophe Pierre Bayle (1647-1706) ainsi qu'à la vie et à l'œuvre de l'homme de lettres La Beaumelle (1726-1773), dont il a édité la Correspondance avec Claude Lauriol et Hubert Angliviel de La Beaumelle. Il aborde la question des rapports entre le protestantisme et la culture du point de vue de l'articulation entre la croyance et la pensée. Cette approche implique de prêter une attention particulière aux questions herméneutiques – statut et interprétation des textes bibliques, pratiques de lecture, d'écriture et d'édition –, aux questions philosophiques – place de la raison dans la réflexion sur la foi, fonctions de la critique et du doute dans le discours religieux, circulation européenne des idées et rôle du Refuge huguenot – et aux questions politiques – statut des Églises vis-à-vis des pouvoirs, questions de la tolérance civile et de la liberté de conscience dans des périodes de persécution et de clandestinité (« Églises du Désert »). Il travaille donc sur les grands courants de doctrine et de pensée de l'époque moderne, mais s'intéresse aussi à des sources longtemps jugées secondaires, notamment les sermons et les écrits de spiritualité, les périodiques savants ou non et différents corpus épistolaires.
Parallèlement à l’édition de la Correspondance générale de La Beaumelle dont il a résumé l’entreprise éditoriale, Hubert Bost a consacré différentes études à des sujets tels que la « conversion » du jeune La Beaumelle au protestantisme après son long passage au collège catholique d’Alès, puis sa formation à Genève ; sa collaboration avec les dames de Saint-Cyr dans le cadre de son projet d’édition des Lettres et « Mémoires » de Madame de Maintenon ; de retour en Languedoc, son engagement militant en faveur de ses coreligionnaires  et son implication discrète à Toulouse durant l’affaire Calas  ; ce fort engagement confessionnel ne l’empêchant pas de faire des concessions aux lois du royaume où seule la religion catholique est autorisée. H. Bost a également coédité avec Claude Lauriol l’ensemble des textes de La Beaumelle contre Voltaire, notamment ses éditions annotées du Siècle de Louis XIV et de La Henriade.

## Publications

### Ouvrages
- Babel. Du texte au symbole, Genève, Labor et Fides, 1985.
- Pierre Bayle et la religion, Paris, PUF,, 1994.
- Un « intellectuel » avant la lettre : le journaliste Pierre Bayle. L'actualité religieuse dans les Nouvelles de la République des Lettres (1684-1687), Amsterdam/Maarssen, APA/Holland University Press, 1994.
- Théologie et histoire. Au croisement des discours, Paris/Genève, Cerf/Labor et Fides, 1999.
- Protestantisme, (Dossiers de l'Encyclopédie du protestantisme), Genève, Labor et Fides, 2000 (en collaboration avec Jean Baubérot).
- Ces Messieurs de la R.P.R. Histoires et écritures de huguenots, XVIIe-XVIIIe siècles, Paris, Champion, 2001.
- Pierre Bayle, Paris, Fayard, 2006. Ouvrage couronné par le Prix XVIIe siècle.
- Pierre Bayle historien, critique et moraliste, Turnhout, Brepols, 2006.
- Bayle et la « normalité » religieuse, Presses de l'Université Laval, 2007.
- Bayle calviniste libertin, Paris, Champion, 2021.

### Collectifs et direction d'ouvrages
- Genèse et enjeux de la laïcité, (Le Champ éthique), Genève : Labor et Fides, 1990.
- Entre Désert et Europe, le pasteur Antoine Court (1695-1760), (Vie des huguenots 3), Paris : Champion, 1998 (en collaboration avec C. Lauriol).
- « Port-Royal et les protestants ». Actes du colloque de Montpellier, Chroniques de Port-Royal 47, Paris Bibliothèque Mazarine, 1998 (en collaboration avec C. Belin, C. Lauriol, A. McKenna et L. Thirouin).
- Pierre Bayle, citoyen du monde. De l'enfant du Carla à l'auteur du « Dictionnaire », (Vie des huguenots 4), Paris : Champion, 1999 (en collaboration avec Ph. de Robert).
- Refuge et Désert. L'évolution théologique des huguenots de la Révocation à la Révolution française, (Vie des huguenots 28), Paris : Champion, 2003 (en collaboration avec C. Lauriol).
- Bayle historien et critique de la philosophie. Actes du colloque de Belo Horizonte, 22-24 octobre 2008. Kriterion, Revista da Faculdade de Filosofia da Universidade de Minas Gerais 120 (2009) (en collaboration avec J. Maia Neto).
- Les « Éclaircissements » de Pierre Bayle. Édition des « Éclaircissements » du Dictionnaire historique et critique et études, (Vie des huguenots 53), Paris : Champion, 2010 (en collaboration avec A. McKenna).
- Le Rayonnement de Bayle, (SVEC 2010:06), Oxford : Voltaire Foundation, 2010 (en collaboration avec Ph. de Robert et C. Pailhès).
- Énoncer / dénoncer l'autre. Discours et représentations du différend confessionnel à l'époque moderne, (Bibliothèque de l'École des Hautes Études – Sciences religieuses 151), Turnhout : Brepols, 2012 (en collaboration avec C. Bernat).

### Éditions de textes ou de sources
- En codirection avec Claude Lauriol et Hubert Angliviel de La Beaumelle, Correspondance générale de La Beaumelle (1726-1773), Oxford, Voltaire Foundation (18 tomes) :
  - t. I : 1726-1747 (2005)
  - t. II : avril 1747 – juillet 1749 (2006)
  - t. III : août 1749 – février 1751 (2007)
  - t. IV : mars 1751 – avril 1752 (2008)
  - t. V : mai 1752 – avril 1753 (2009)
  - t. VI : 15 avril 1753 – 21 janvier 1754 (2010)
  - t. VII : 22 janvier 1754 – 18 octobre 1754 (2011)
  - t. VIII : 20 octobre 1754 – 30 juin 1755 (2012)
  - t. IX : 1er juillet 1755 – fin janvier 1756 (2013)
  - t. X : 4 février – 30 décembre 1756 (2014)
  - t. XI : janvier – décembre 1757 (2015)
  - t. XII : janvier 1758 – août 1759 (2016)
  - t. XIII : août 1759 – février 1761 (2017)
  - t. XIV : mars 1761 – décembre 1763 (2018)
  - t. XV : janvier 1764 – décembre 1766 (2019)
  - t. XVI : janvier 1767 – août 1769 (2021)
  - t. XVII : septembre 1769 – 1er août 1772 (2022)
  - t. XVIII : 1er août 1772 – décembre 1778 (2024).

Les t. XVI à XVIII ont été publiés aux éditions Champion (Paris). Cette édition a reçu le prix Édouard-Bonnefous de l'Institut de France en 2013.
- En collaboration avec E. Labrousse, A. McKenna et al. : Correspondance de Pierre Bayle, Oxford : Voltaire Foundation (15 tomes prévus) : t. II : novembre 1674 – novembre 1677 (2001) ; t. III : janvier 1678 – fin 1683 (2004) ; t. IV : janvier – juin 1684 (2005) ; t. V : août 1684 – juillet 1685 (2007) ; t. VI : août 1685 – fin juin 1686 (2008) ; t. VII : juillet 1686 – décembre 1688 (2009) ; t. VIII : janvier 1689 – décembre 1692 (2010) ; t. IX : janvier 1693 – mars 1696 (2012) ; t. X : avril 1696 – juillet 1697 (2013) ; t. XI : août 1697 – décembre 1698 (2014).
- Pierre Bayle, Pensées diverses sur la comète, Paris : GF, 2007 (avec J. Bost).
- Le consistoire de l'Église wallonne de Rotterdam, 1681-1706. Édition annotée des Actes et présentation historique, (Vie des huguenots 40), Paris : Champion, 2008.
- La Beaumelle, Deux traités sur la tolérance : L'Asiatique tolérant (1748) – Requête des protestants français au roi (1763), (Vie des huguenots 61), Paris : Champion, 2012.
- Court de Gébelin, Les Toulousaines (1763). Introduction et édition critique avec un dossier de correspondances relatives à la genèse, à l’élaboration et à la réception de l’ouvrage, (Vie des huguenots 97), Paris : Champion, 2023.

### Document sonore
- « Protestantismes et culture », Canal-U, 11 min, 1er juillet 2015, en ligne.

## Distinctions
- 2017 :  Chevalier de la Légion d'honneur [15]
- 2020 :  Chevalier de l'ordre des Palmes académiques